# Campeonato Mundial de Esqui Alpino
O Campeonato Mundial de Esqui Alpino é organizado pela Federação Internacional de Esqui (FIS). A primeira edição no Mundial de esqui alpino foi realizada em 1931. Durante a década de 1930, o evento foi realizado anualmente na Europa, até ser interrompido pelo início da Segunda Guerra Mundial, não podendo ser realizado no ano de 1940. Um evento foi realizado em 1941, mas incluiu competidores de países apenas dos Poderes Axis (ou nações que não estivessem em guerra com eles), e os resultados foram posteriormente cancelados pela FIS em 1946 devido ao limitado número de participantes, então,não aquela edição não é considerada oficial.
Após a guerra, as edições foram conectadas com os Jogos Olímpicos por diversas décadas. De 1948 a 1982, as competições eram realizadas a cada dois anos, com os Jogos Olímpicos de Inverno atuando como Mundial nos anos olímpicos, e com uma competição separada sendo realizada nos anos não-olímpicos.O Campeonato Mundial de 1950, em Aspen, foi a primeira edição oficial separada das Olimpíadas desde 1939, e a primeira realizada fora da Europa.
Durante os anos olímpicos, medalhas extras de Campeonato Mundial foram entregues no evento Combinado, usando os resultados do Slalom e Downhill, já que o combinado não retornou com evento olímpico oficial até 1988. Desde 1985, o Mundial foi marcado para ocorrer em anos ímpares, independentemente dos Jogos Olímpicos. Um falta de neve no sul da Espanha na edição de 1995 causou o adiamento do Campeonato Mundial para o ano seguinte.

## Sedes
| Ano             | Local                 | País               | Evento                                     | Designação Oficial                     |
| --------------- | --------------------- | ------------------ | ------------------------------------------ | -------------------------------------- |
| 1931            | Mürren                | Suíça              | Campeonato Mundial de Esqui Alpino de 1931 | 1º Campeonato Mundial de Esqui Alpino  |
| 1932            | Cortina               | Itália             | Campeonato Mundial de Esqui Alpino de 1932 | 2º Campeonato Mundial de Esqui Alpino  |
| 1933            | Innsbruck             | Áustria            | Campeonato Mundial de Esqui Alpino de 1933 | 3º Campeonato Mundial de Esqui Alpino  |
| 1934            | St. Moritz            | Suíça              | Campeonato Mundial de Esqui Alpino de 1934 | 4º Campeonato Mundial de Esqui Alpino  |
| 1935            | Mürren                | Suíça              | Campeonato Mundial de Esqui Alpino de 1935 | 5º Campeonato Mundial de Esqui Alpino  |
| 1936            | Innsbruck             | Áustria            | Campeonato Mundial de Esqui Alpino de 1936 | 6º Campeonato Mundial de Esqui Alpino  |
| 1937            | Chamonix              | França             | Campeonato Mundial de Esqui Alpino de 1937 | 7º Campeonato Mundial de Esqui Alpino  |
| 1938            | Engelberg             | Suíça              | Campeonato Mundial de Esqui Alpino de 1938 | 8º Campeonato Mundial de Esqui Alpino  |
| 1939            | Zakopane              | Polónia            | Campeonato Mundial de Esqui Alpino de 1939 | 9º Campeonato Mundial de Esqui Alpino  |
| 1941            | Cortina               | Itália             | Campeonato Mundial de Esqui Alpino de 1941 | não reconhecido                        |
| 1948            | St. Moritz            | Suíça              | Jogos Olímpicos de Inverno de 1948         | 10º Campeonato Mundial de Esqui Alpino |
| 1950            | Aspen, CO             | Estados Unidos     | Campeonato Mundial de Esqui Alpino de 1950 | 11º Campeonato Mundial de Esqui Alpino |
| 1952            | Oslo                  | Noruega            | Jogos Olímpicos de Inverno de 1952         | 12º Campeonato Mundial de Esqui Alpino |
| 1954            | Åre                   | Suécia             | Campeonato Mundial de Esqui Alpino de 1954 | 13º Campeonato Mundial de Esqui Alpino |
| 1956            | Cortina               | Itália             | Jogos Olímpicos de Inverno de 1956         | 14º Campeonato Mundial de Esqui Alpino |
| 1958            | Badgastein            | Áustria            | Campeonato Mundial de Esqui Alpino de 1958 | 15º Campeonato Mundial de Esqui Alpino |
| 1960            | Squaw Valley, CA      | Estados Unidos     | Jogos Olímpicos de Inverno de 1960         | 16º Campeonato Mundial de Esqui Alpino |
| 1962            | Chamonix              | França             | Campeonato Mundial de Esqui Alpino de 1962 | 17º Campeonato Mundial de Esqui Alpino |
| 1964            | Innsbruck             | Áustria            | Jogos Olímpicos de Inverno de 1964         | 18º Campeonato Mundial de Esqui Alpino |
| 1966            | Portillo              | Chile              | Campeonato Mundial de Esqui Alpino de 1966 | 19º Campeonato Mundial de Esqui Alpino |
| 1968            | Grenoble              | França             | Jogos Olímpicos de Inverno de 1968         | 20º Campeonato Mundial de Esqui Alpino |
| 1970            | Val Gardena           | Itália             | Campeonato Mundial de Esqui Alpino de 1970 | 21º Campeonato Mundial de Esqui Alpino |
| 1972            | Sapporo               | Japão              | Jogos Olímpicos de Inverno de 1972         | 22º Campeonato Mundial de Esqui Alpino |
| 1974            | St. Moritz            | Suíça              | Campeonato Mundial de Esqui Alpino de 1974 | 23º Campeonato Mundial de Esqui Alpino |
| 1976            | Innsbruck             | Áustria            | Jogos Olímpicos de Inverno de 1976         | 24º Campeonato Mundial de Esqui Alpino |
| 1978            | Garmisch              | Alemanha Ocidental | Campeonato Mundial de Esqui Alpino de 1978 | 25º Campeonato Mundial de Esqui Alpino |
| 1980            | Lake Placid, NY       | Estados Unidos     | Jogos Olímpicos de Inverno de 1980         | 26º Campeonato Mundial de Esqui Alpino |
| 1982            | Schladming            | Áustria            | Campeonato Mundial de Esqui Alpino de 1982 | 27º Campeonato Mundial de Esqui Alpino |
| 1985            | Bormio                | Itália             | Campeonato Mundial de Esqui Alpino de 1985 | 28º Campeonato Mundial de Esqui Alpino |
| 1987            | Crans-Montana         | Suíça              | Campeonato Mundial de Esqui Alpino de 1987 | 29º Campeonato Mundial de Esqui Alpino |
| 1989            | Vail, CO              | Estados Unidos     | Campeonato Mundial de Esqui Alpino de 1989 | 30º Campeonato Mundial de Esqui Alpino |
| 1991            | Saalbach              | Áustria            | Campeonato Mundial de Esqui Alpino de 1991 | 31º Campeonato Mundial de Esqui Alpino |
| 1993            | Morioka               | Japão              | Campeonato Mundial de Esqui Alpino de 1993 | 32º Campeonato Mundial de Esqui Alpino |
| 1996            | Serra Nevada          | Espanha            | Campeonato Mundial de Esqui Alpino de 1996 | 33º Campeonato Mundial de Esqui Alpino |
| 1997            | Sestriere             | Itália             | Campeonato Mundial de Esqui Alpino de 1997 | 34º Campeonato Mundial de Esqui Alpino |
| 1999            | Vail, CO              | Estados Unidos     | Campeonato Mundial de Esqui Alpino de 1999 | 35º Campeonato Mundial de Esqui Alpino |
| 2001            | St. Anton             | Áustria            | Campeonato Mundial de Esqui Alpino de 2001 | 36º Campeonato Mundial de Esqui Alpino |
| 2003            | St. Moritz            | Suíça              | Campeonato Mundial de Esqui Alpino de 2003 | 37º Campeonato Mundial de Esqui Alpino |
| 2005            | Bormio                | Itália             | Campeonato Mundial de Esqui Alpino de 2005 | 38º Campeonato Mundial de Esqui Alpino |
| 2007            | Åre                   | Suécia             | Campeonato Mundial de Esqui Alpino de 2007 | 39º Campeonato Mundial de Esqui Alpino |
| 2009            | Val d'Isère           | França             | Campeonato Mundial de Esqui Alpino de 2009 | 40º Campeonato Mundial de Esqui Alpino |
| 2011            | Garmisch              | Alemanha           | Campeonato Mundial de Esqui Alpino de 2011 | 41º Campeonato Mundial de Esqui Alpino |
| 2013            | Schladming            | Áustria            | Campeonato Mundial de Esqui Alpino de 2013 | 42º Campeonato Mundial de Esqui Alpino |
| 2015            | Vail/Beaver Creek, CO | Estados Unidos     | Campeonato Mundial de Esqui Alpino de 2015 | 43º Campeonato Mundial de Esqui Alpino |
| 2017            | St. Moritz            | Suíça              | Campeonato Mundial de Esqui Alpino de 2017 | 44º Campeonato Mundial de Esqui Alpino |
| 2019            | Åre                   | Suécia             | Campeonato Mundial de Esqui Alpino de 2019 | 45º Campeonato Mundial de Esqui Alpino |
| 2021            | Cortina d'Ampezzo     | Itália             | Campeonato Mundial de Esqui Alpino de 2021 | 46º Campeonato Mundial de Esqui Alpino |
| Eventos futuros |                       |                    |                                            |                                        |
| 2023            | Courchevel-Méribel    | França             | Campeonato Mundial de Esqui Alpino de 2023 | 47º Campeonato Mundial de Esqui Alpino |
| 2025            | Saalbach              | Áustria            | Campeonato Mundial de Esqui Alpino de 2025 | 48º Campeonato Mundial de Esqui Alpino |

### Lista de países-sede
Um total de 12 países foram sede do Campeonato Mundial de Esqui Alpino, incluindo aqueles em que foram divididos com os Jogos Olímpicos de Inverno. Todos os top-7 no ranking do Campeonato Mundial foram sede por pelo menos duas vezes. O Mundial foi realizado apenas uma vez no Hemisfério Sul, em 1966 em Portillo, Chile, em agosto. A lista é completa, incluindo os campeonatos programados, exceto o evento não-oficial de 1941:
| País           | Número de edições sediadas | Número de edições sediadas | Número de edições sediadas      | Primeira sede | Última sede |
| País           | Número total               | Independentemente          | Compartilhado com as Olimpíadas | Primeira sede | Última sede |
| -------------- | -------------------------- | -------------------------- | ------------------------------- | ------------- | ----------- |
| Suíça          | 9                          | 8                          | 1                               | 1931          | 2017        |
| Áustria        | 9                          | 7                          | 2                               | 1933          | 2013        |
| Itália         | 6                          | 5                          | 1                               | 1932          | 2005        |
| Estados Unidos | 6                          | 4                          | 2                               | 1950          | 2015        |
| França         | 4                          | 3                          | 1                               | 1937          | 2009        |
| Suécia         | 2                          | 2                          | 0                               | 1954          | 2007        |
| Alemanha       | 2                          | 2                          | 0                               | 1978          | 2011        |
| Japão          | 2                          | 1                          | 1                               | 1972          | 1993        |
| Polónia        | 1                          | 1                          | 0                               | 1939          | 1939        |
| Chile          | 1                          | 1                          | 0                               | 1966          | 1966        |
| Espanha        | 1                          | 1                          | 0                               | 1996          | 1996        |
| Noruega        | 1                          | 0                          | 1                               | 1952          | 1952        |
|                |                            |                            |                                 |               |             |
| Total          | 44                         | 35                         | 9                               | 1931          | 2017        |

## Eventos
| Evento                           | 31 | 32 | 33 | 34 | 35 | 36 | 37 | 38 | 39 | 48 | 50 | 52 | 54 | 56 | 58 | 60 | 62 | 64 | 66 | 68 | 70 | 72 | 74 | 76 | 78 | 80 | 82 | 85 | 87 | 89 | 91 | 93 | 96 | 97 | 99 | 01 | 03 | 05 | 07 | 09 |
| -------------------------------- | -- | -- | -- | -- | -- | -- | -- | -- | -- | -- | -- | -- | -- | -- | -- | -- | -- | -- | -- | -- | -- | -- | -- | -- | -- | -- | -- | -- | -- | -- | -- | -- | -- | -- | -- | -- | -- | -- | -- | -- |
| Esqui alpino combinado masculino |    | •  | •  | •  | •  | •  | •  | •  | •  | •  |    |    | •  | •  | •  | •  | •  | •  | •  | •  | •  | •  | •  | •  | •  | •  | •  | •  | •  | •  | •  | •  | •  | •  | •  | •  | •  | •  | •  | •  |
| Downhill masculino               | •  | •  | •  | •  | •  | •  | •  | •  | •  | •  | •  | •  | •  | •  | •  | •  | •  | •  | •  | •  | •  | •  | •  | •  | •  | •  | •  | •  | •  | •  | •  | •  | •  | •  | •  | •  | •  | •  | •  | •  |
| Slalom masculino                 | •  | •  | •  | •  | •  | •  | •  | •  | •  | •  | •  | •  | •  | •  | •  | •  | •  | •  | •  | •  | •  | •  | •  | •  | •  | •  | •  | •  | •  | •  | •  | •  | •  | •  | •  | •  | •  | •  | •  | •  |
| Slalom gigante masculino         |    |    |    |    |    |    |    |    |    |    | •  | •  | •  | •  | •  | •  | •  | •  | •  | •  | •  | •  | •  | •  | •  | •  | •  | •  | •  | •  | •  | •  | •  | •  | •  | •  | •  | •  | •  | •  |
| Super-G masculino                |    |    |    |    |    |    |    |    |    |    |    |    |    |    |    |    |    |    |    |    |    |    |    |    |    |    |    |    | •  | •  | •  |    | •  | •  | •  | •  | •  | •  | •  | •  |
| Esqui alpino combinado feminino  |    | •  | •  | •  | •  | •  | •  | •  | •  | •  |    |    | •  | •  | •  | •  | •  | •  | •  | •  | •  | •  | •  | •  | •  | •  | •  | •  | •  | •  | •  | •  | •  | •  | •  | •  | •  | •  | •  | •  |
| Downhill feminino                | •  | •  | •  | •  | •  | •  | •  | •  | •  | •  | •  | •  | •  | •  | •  | •  | •  | •  | •  | •  | •  | •  | •  | •  | •  | •  | •  | •  | •  | •  | •  | •  | •  | •  | •  | •  | •  | •  | •  | •  |
| Slalom feminino                  | •  | •  | •  | •  | •  | •  | •  | •  | •  | •  | •  | •  | •  | •  | •  | •  | •  | •  | •  | •  | •  | •  | •  | •  | •  | •  | •  | •  | •  | •  | •  | •  | •  | •  | •  | •  | •  | •  | •  | •  |
| Slalom gigante feminino          |    |    |    |    |    |    |    |    |    |    | •  | •  | •  | •  | •  | •  | •  | •  | •  | •  | •  | •  | •  | •  | •  | •  | •  | •  | •  | •  | •  | •  | •  | •  | •  | •  | •  | •  | •  | •  |
| Super-G feminino                 |    |    |    |    |    |    |    |    |    |    |    |    |    |    |    |    |    |    |    |    |    |    |    |    |    |    |    |    | •  | •  | •  | •  | •  | •  | •  | •  | •  | •  | •  | •  |
| Evento por equipes               |    |    |    |    |    |    |    |    |    |    |    |    |    |    |    |    |    |    |    |    |    |    |    |    |    |    |    |    |    |    |    |    |    |    |    |    |    | •  | •  |    |
|                                  |    |    |    |    |    |    |    |    |    |    |    |    |    |    |    |    |    |    |    |    |    |    |    |    |    |    |    |    |    |    |    |    |    |    |    |    |    |    |    |    |
| Total Eventos                    | 4  | 6  | 6  | 6  | 6  | 6  | 6  | 6  | 6  | 6  | 6  | 6  | 8  | 8  | 8  | 8  | 8  | 8  | 8  | 8  | 8  | 8  | 8  | 8  | 8  | 8  | 8  | 8  | 10 | 10 | 10 | 9  | 10 | 10 | 10 | 10 | 10 | 11 | 11 | 10 |

Nota: O Super G em 1993 e o evento coletivo em 2009 foram cancelados devido a condições climáticas adversas, e não houve premiação.

## Esquiadores com mais medalhas
Ver Também: Lista dos Campeões Mundiais de Esqui alpino
Participantes com cinco ou mais medalhas individuais (até 2011) no Campeonato Mundial de Esqui Alpino são:

### Masculino
| Nome                | País           | Total | Ouro | Prata | Bronze |
| ------------------- | -------------- | ----- | ---- | ----- | ------ |
| Kjetil André Aamodt | Noruega        | 12    | 5    | 4     | 3      |
| Marc Girardelli     | Luxemburgo     | 11    | 4    | 4     | 3      |
| Lasse Kjus          | Noruega        | 11    | 3    | 8     | 0      |
| Benjamin Raich      | Áustria        | 10    | 3    | 6     | 1      |
| Pirmin Zurbriggen   | Suíça          | 9     | 4    | 4     | 1      |
| Toni Sailer         | Áustria        | 8     | 7    | 1     | 0      |
| Aksel Lund Svindal  | Noruega        | 8     | 5    | 1     | 2      |
| Émile Allais        | França         | 8     | 4    | 4     | 0      |
| Gustav Thöni        | Itália         | 7     | 5    | 2     | 0      |
| Ted Ligety          | Estados Unidos | 7     | 5    | 0     | 2      |
| Ingemar Stenmark    | Suécia         | 7     | 5    | 1     | 1      |
| Rudolf Rominger     | Suíça          | 7     | 4    | 1     | 2      |
| David Zogg          | Suíça          | 7     | 3    | 4     | 0      |
| Jean-Claude Killy   | França         | 6     | 6    | 0     | 0      |
| Karl Schranz        | Áustria        | 6     | 3    | 2     | 1      |
| Hermann Maier       | Áustria        | 6     | 3    | 2     | 1      |
| Guy Périllat        | França         | 6     | 2    | 3     | 1      |
| Günther Mader       | Áustria        | 6     | 0    | 1     | 5      |
| Bode Miller         | Estados Unidos | 5     | 4    | 1     | 0      |
| Anton Seelos        | Áustria        | 5     | 4    | 1     | 0      |
| Otto Furrer         | Suíça          | 5     | 1    | 2     | 2      |

### Feminino
| Nome                   | País           | Total | Ouro | Prata | Bronze |
| ---------------------- | -------------- | ----- | ---- | ----- | ------ |
| Christl Cranz          | Alemanha       | 12    | 9    | 3     | 0      |
| Marielle Goitschel     | França         | 11    | 7    | 4     | 0      |
| Anja Pärson            | Suécia         | 11    | 7    | 1     | 3      |
| Annemarie Moser-Pröll  | Áustria        | 9     | 5    | 2     | 2      |
| Tina Maze              | Eslovênia      | 9     | 4    | 5     | 0      |
| Hanni Wenzel           | Liechtenstein  | 9     | 4    | 3     | 2      |
| Renate Götschl         | Áustria        | 9     | 3    | 4     | 2      |
| Lisa Resch             | Alemanha       | 8     | 1    | 4     | 3      |
| Erika Hess             | Suíça          | 7     | 6    | 0     | 1      |
| Lindsey Vonn           | Estados Unidos | 7     | 2    | 3     | 2      |
| Käthe Grasegger        | Alemanha       | 7     | 0    | 1     | 6      |
| Pernilla Wiberg        | Suécia         | 6     | 4    | 1     | 1      |
| Inge Wersin-Lantschner | Áustria        | 6     | 3    | 3     | 0      |
| Vreni Schneider        | Suíça          | 6     | 3    | 2     | 1      |
| Annie Famose           | França         | 6     | 1    | 2     | 3      |
| Nicole Hosp            | Áustria        | 6     | 1    | 2     | 3      |
| Janica Kostelić        | Croácia        | 5     | 5    | 0     | 0      |
| Anna Fenninger         | Áustria        | 5     | 3    | 1     | 1      |
| Anny Rüegg             | Suíça          | 5     | 2    | 1     | 2      |
| Maria Höfl-Riesch      | Alemanha       | 5     | 2    | 0     | 3      |
| Frieda Dänzer          | Suíça          | 5     | 1    | 3     | 1      |
| Marlies Schild         | Áustria        | 5     | 1    | 2     | 2      |
| Mateja Svet            | Iugoslávia     | 5     | 1    | 1     | 3      |
| Lara Gut               | Suíça          | 5     | 0    | 3     | 2      |
| Julia Mancuso          | Estados Unidos | 5     | 0    | 2     | 3      |

## Medalhas por País
| Posição | País           | Ouro | Prata | Bronze | Total |
| ------- | -------------- | ---- | ----- | ------ | ----- |
| 1       | Áustria        | 44   | 41    | 35     | 120   |
| 2       | Suíça          | 27   | 29    | 33     | 89    |
| 3       | Noruega        | 19   | 15    | 12     | 42    |
| 4       | França         | 16   | 23    | 13     | 52    |
| 5       | Estados Unidos | 13   | 3     | 10     | 26    |
| 6       | Itália         | 11   | 11    | 12     | 29    |
| 7       | Alemanha       | 9    | 11    | 16     | 36    |
| 8       | Suécia         | 4    | 5     | 8      | 17    |
| 9       | Luxemburgo     | 4    | 4     | 3      | 11    |
| 10      | Canadá         | 2    | 3     | 2      | 7     |
| 11      | Liechtenstein  | 1    | 4     | 3      | 8     |
| 12      | Croácia        | 1    | 1     | 2      | 4     |
| 13      | Finlândia      | 1    | 0     | 0      | 1     |
| 14      | Iugoslávia     | 0    | 1     | 2      | 3     |
| 15      | Polónia        | 0    | 1     | 1      | 2     |
| 16      | Austrália      | 0    | 0     | 1      | 1     |
| 16      | Japão          | 0    | 0     | 1      | 1     |
| 16      | Eslovênia      | 0    | 0     | 1      | 1     |
| 16      | Espanha        | 0    | 0     | 1      | 1     |

| Posição | País            | Ouro | Prata | Bronze | Total |
| ------- | --------------- | ---- | ----- | ------ | ----- |
| 1       | Áustria         | 37   | 39    | 37     | 113   |
| 2       | Suíça           | 24   | 28    | 17     | 69    |
| 3       | Alemanha        | 22   | 17    | 25     | 64    |
| 4       | França          | 17   | 19    | 14     | 50    |
| 5       | Suécia          | 11   | 6     | 11     | 28    |
| 6       | Estados Unidos  | 8    | 14    | 17     | 39    |
| 7       | Canadá          | 8    | 4     | 2      | 14    |
| 8       | Itália          | 6    | 9     | 8      | 23    |
| 9       | Croácia         | 5    | 0     | 0      | 5     |
| 10      | Eslovênia       | 4    | 5     | 1      | 10    |
| 11      | Reino Unido     | 4    | 4     | 3      | 11    |
| 12      | Liechtenstein   | 2    | 2     | 2      | 6     |
| 13      | Noruega         | 1    | 2     | 5      | 8     |
| 14      | Iugoslávia      | 1    | 2     | 3      | 6     |
| 15      | Chéquia         | 1    | 1     | 2      | 4     |
| 16      | Austrália       | 1    | 0     | 0      | 1     |
| 17      | Finlândia       | 0    | 2     | 2      | 4     |
| 18      | União Soviética | 0    | 0     | 1      | 1     |

### Total
| Posição | País            | Ouro | Prata | Bronze | Total |
| ------- | --------------- | ---- | ----- | ------ | ----- |
| 1       | Áustria         | 74   | 80    | 79     | 233   |
| 2       | Suíça           | 57   | 59    | 52     | 168   |
| 3       | França          | 38   | 45    | 28     | 111   |
| 4       | Alemanha        | 32   | 33    | 41     | 106   |
| 5       | Itália          | 18   | 17    | 17     | 52    |
| 6       | Noruega         | 18   | 17    | 11     | 46    |
| 7       | Suécia          | 17   | 4     | 12     | 33    |
| 8       | Estados Unidos  | 16   | 17    | 27     | 60    |
| 9       | Canadá          | 11   | 5     | 4      | 19    |
| 10      | Croácia         | 6    | 0     | 1      | 7     |
| 11      | Liechtenstein   | 5    | 8     | 7      | 20    |
| 12      | Luxemburgo      | 4    | 4     | 3      | 11    |
| 13      | Reino Unido     | 4    | 4     | 2      | 10    |
| 14      | Iugoslávia      | 1    | 2     | 5      | 8     |
| 15      | Finlândia       | 1    | 2     | 2      | 5     |
| 16      | Austrália       | 1    | 0     | 1      | 2     |
|         | Chéquia         | 1    | 0     | 1      | 2     |
|         | Espanha         | 1    | 0     | 1      | 2     |
| 19      | Polónia         | 0    | 2     | 1      | 3     |
| 20      | Eslovênia       | 0    | 1     | 2      | 3     |
| 21      | Japão           | 0    | 1     | 1      | 2     |
| 22      | Roménia         | 0    | 1     | 0      | 1     |
| 23      | União Soviética | 0    | 0     | 1      | 1     |
|         | Rússia          | 0    | 0     | 1      | 1     |